# Benno Fiala von Fernbrugg
‎Benno Fiala von Fernbrugg, avstro-ogrski častnik, vojaški pilot in letalski as, * 16. junij 1890, Dunaj, † 29. oktober 1964, Dunaj.
Nadporočnik Fiala von Fernbrugg je v svoji vojaški službi dosegel 28 zračnih zmag.

## Življenjepis
Med prvo svetovno vojno je bil pripadnik Flik 1, Flik 12, Flik 19, Flik 51 in Flik 56.
30. marca 1918 je dosegel svojo 14 potrjeno zračno zmago, ko je blizu Gorgo del Molina prisilil k pristanku angleškega asa Jerrarda.

## Odlikovanja
- viteški križec reda Leopolda
- red železne krone 3. razreda
- vojaški zaslužni križec 3. razreda
- vojaška zaslužna medalja
- zlata medalja za hrabrost
- železni križec 2. razreda